# Bruckenthal
Bruckenthal (1939 Belinów) – nieistniejąca obecnie wieś, zniszczona w 1944 roku. Przed wojną należała do powiatu rawskiego województwa lwowskiego II RP. Do 1934 roku samodzielna gmina jednostkowa. Następnie należała do zbiorowej wiejskiej gminy Bruckenthal, której była siedzibą. Teren, na którym znajdowała się wieś, leży obecnie na Ukrainie, w rejonie czerwonogrodzkim obwodu lwowskiego, blisko granicy z Polską, pomiędzy Domaszowem a Chlewczanami.
Bruckenthal był kolonią niemiecką założoną w 1786 roku. W 1921 roku liczył 385 mieszkańców, głównie Niemców. W 1938 roku zmieniono nazwę Bruckenthal na Belinów. W 1940 roku większość Niemców została przesiedlona do Rzeszy. Ich domy zostały przejęte przez okoliczną ludność, przeważnie polską.
Pod koniec marca 1944 roku wieś została doszczętnie zniszczona przez ukraińskich policjantów i oddział Ukraińskiej Powstańczej Armii.